# Solomon Kvirkvelia
Solomon Kvirkvelia (en géorgien : სოლომონ კვირკველია), né le 6 février 1992 à Samtredia en Géorgie, est un footballeur international géorgien. Il évolue au poste de défenseur central au Torpedo Koutaïssi.

## Biographie

### En club
Il débute en 2011 avec le Rubin Kazan, en championnat de Russie et en Ligue des champions. Il y devient un titulaire régulier à partir de 2013. En 2014, il est nommé meilleur joueur géorgien de l'année. 
Lors de la saison 2015-2016, il dispute un total de 10 matchs en Ligue Europa avec le Rubin Kazan.

### En équipe nationale
Solomon Kvirkvelia reçoit 6 sélections avec les moins de 19 ans et 16 sélections avec les espoirs.
Il réalise ses débuts en équipe nationale de Géorgie en mars 2014, à l'occasion d'un match amical face au Liechtenstein. En mars 2016, il compte onze matchs officiels avec la sélection géorgienne.
Le 22 mai 2024, il fait partie de la liste des 26 joueurs convoqués par Willy Sagnol pour disputer l'Euro 2024.

### Palmarès
Lokomotiv Moscou
- Coupe de Russie : 2017
- Championnat de Russie : 2018